# Josep Maria Simó i Huguet
Josep Maria Simó i Huguet   (Amposta, 29 de juliol de 1947) és un arquitecte i polític català.
Militant del PSC des de 1977, fou secretari del Consell de l'Ebre, diputat a les eleccions al Parlament de Catalunya de 1980 i 1999. De 1980 a 1984 fou secretari de la comissió d'Indústria, Energia, Comerç i Turisme del Parlament de Catalunya i vicepresident de la comissió d'investigació sobre la central nuclear d'Ascó. A les eleccions municipals de 1983 fou escollit alcalde d'Amposta, càrrec que ocupà fins al 1987. Des del 1987 fins al 1995 fou regidor d'Amposta, i de 1987 a 1991 fou membre del Consell Comarcal del Montsià.